# Uno (音楽ユニット)
uno（ウノ）は日本の音楽ユニット。ギタリスト大平 重成（おおひら しげなり）とピアニスト大平 里美（おおひら さとみ）の夫婦デュオをコアメンバーとして結成された。ビートルズを初めとする英米のロック&ポップスをルーツに持つギタリスト大平重成と、クラシックや欧米の近代音楽をルーツに持つ大平里美という、全く異なるバックグラウンドの二人が持つそれぞれの幅広い音楽性の融合が、個性豊かで独創的・映像的な音楽世界を創り出している。一般のCDショップではそのユニークさ故にジャンル分けに苦慮することもあり、多くの場合、ジャズとして分類されて紹介されることが多い。
uno公式ページ<http://uno1.net>

## ディスコグラフィー

### 1stアルバム
2004年2月7日には、オリジナルナンバー9曲とカヴァーナンバー1曲から成るファーストアルバム「スペインにて/トレドの小径」を発表。
Sax：加塩人嗣、Percussion：佐久間義之、Bass：和田弘志、Drums：今泉正義を迎えて創り上げた、スペインのリズムと哀愁のあるメロディを含んだ、
情緒的・情熱的でダイナミックさと繊細さが混在した演奏は、HMV・Jazzチャートでは2位を記録し、銀座・山野楽器でもジャズ・フュージョン・ヒーリング部門チャートで3位の売れ行きを記録。
2004年HMV年間Jazzチャートでは29位にランクイン、NHK-FM・FM東京を始め全国のFM局・AM局でオンエアされた。
中でも「フラッシュバック(Flashback)」「ポルケ(Porque)」がTVK系列のテレビ番組「ニッポン早わかり」のエンディングテーマに使用された。
また「JAZZ LIFE」「Jazz World」などの音楽誌にも取り上げられ、多くの音楽批評家たちにも好意的な評価を得ている。
1stアルバム中の唯一のカヴァー曲である、鬼平犯科帳のエンディングテーマとして知られるジプシー・キングス (The Gipsy Kings)のインスピレーション(Inspiration)は、
年配のリスナーの耳にも留まり、今やunoのライヴにおける定番ナンバーとなっている

### 2ndアルバム
2006年11月11日には、セカンドアルバム「月は光りぬ」をリリース。
Guitar:大平重成、Piano:大平里美に加え、サポートメンバーにPercussion:佐久間義之、Bass:和田弘志、Drums:今泉正義、Sax&Clarinet:森口経夫らによる基本ユニットに、
Violin:森敦子、Chorus:加藤明美を迎えての2ndアルバムは、前作より2年9ヶ月というインターバルの後に発表された。
タイトル曲の「月は光りぬ」をはじめとしたオリジナルナンバー11曲、クラシックからリストのラ・カンパネラと、ウエストコースト・ロックの代表曲であるイーグルスのホテル・カリフォルニアという全く対極を成すジャンルからのカヴァー2曲を含んだ全13曲が収録。
中でもタイトルナンバーとなっている「月は光りぬ」は、迫力のあるunoサウンドの中でもひときわ情緒的・映像的な作品で、
ライブ会場ではこの曲の演奏時に涙を流す観客の姿を度々見ることができる。
2006年11月の発売と共に、HMV・Jazzチャートで5位、タワーレコード・Jazzチャートでも10位にチャートインを果たした。
ライヴ会場では販売するCDが足りなくなってしまうという現象が相次いでいる。
また、このアルバムより、「もう一押し！」と「心の想い」の2曲がTVK（テレビ神奈川）系列のテレビ番組「Just Japan」のテーマソングとしてもオンエアされた。現在は売り切れとなっている。

### 3rdアルバム
2013年、サードアルバム「そしてインカは・・・ Thus Inca,And then Inca」をリリース。
このアルバムは、2009年に豪華客船「にっぽん丸」でのクルーズ演奏の際に訪問したペルー・インカの遺跡にインスパイアされて大平里美が書き上げた「第一楽章～絆」「第二楽章～侵略」「第三楽章～廃墟」「第四楽章～祈り」「第五楽章～時空を超えて」の５曲及び「エピローグ」からなる組曲として発表された。
スペインの侵略を受けて滅びたインカ帝国。特にインカ帝国の首都であったクスコのインカ遺跡から受けた衝撃は凄まじく、帰国後に大平里美は謎の高熱に浮かされながら
インカ帝国滅亡の物語を１年を掛けて組曲として書き上げた。
このアルバムより、2014年に「第一楽章～絆」が、2015年に「第五楽章～時空を超えて」がテレビ朝日の人気長寿番組「世界の車窓から」でオンエアされ,
各方面から大きな反響を得ている。
ほとんど外国のアーティストの楽曲がオンエアされるこの番組で、楽曲がオンエアされた大変珍しい日本人のアーティストとなる。
「第１楽章～絆」はTVK(テレビ神奈川)系列の番組「Just Japan」のテーマソングでも2009年10月より6ヶ月間オンエアされた。
メンバーは、Percussion:海沼正利、Bass:安カ川大樹、Violin:会田桃子、Quena＆Zampoña:山下Topo洋平が参加、
哀しいインカの歴史を見事に音で表現している。
特に「第四楽章～祈り」での演奏は凄まじいまでの音楽世界を創り上げている。
このアルバムは在日ペルー大使からも絶賛され、2014年以来何度も在日ペルー大使館に招待されている。

### 1stアルバム 再発売
数々のオリジナル曲がテレビのテーマ曲＆挿入曲となったファーストアルバム。
長い間売り切れ状態だったが、発表後かなりの年月が経った現在でも各方面から注目され続けており、数多くのリクエストによって2014年8月に再発売された。
そして、オリジナル曲「フラッシュバック(Flashback)」が2014年7月にフジテレビの中村梅雀氏主演の刑事ドラマ「金曜プレステージ　深川東署・特命人情捜査班　朝田真平」のオープニングテーマ＆挿入曲としてオンエアされた。
そして2019年2月に大好評だったドラマの続編「朝田真平パート２」がフジテレビで放映され、オリジナル曲「フラッシュバック(Flashback)」がテーマ曲＆挿入曲で再びオンエアされた。